# St. Andreas (Pischelsberg)

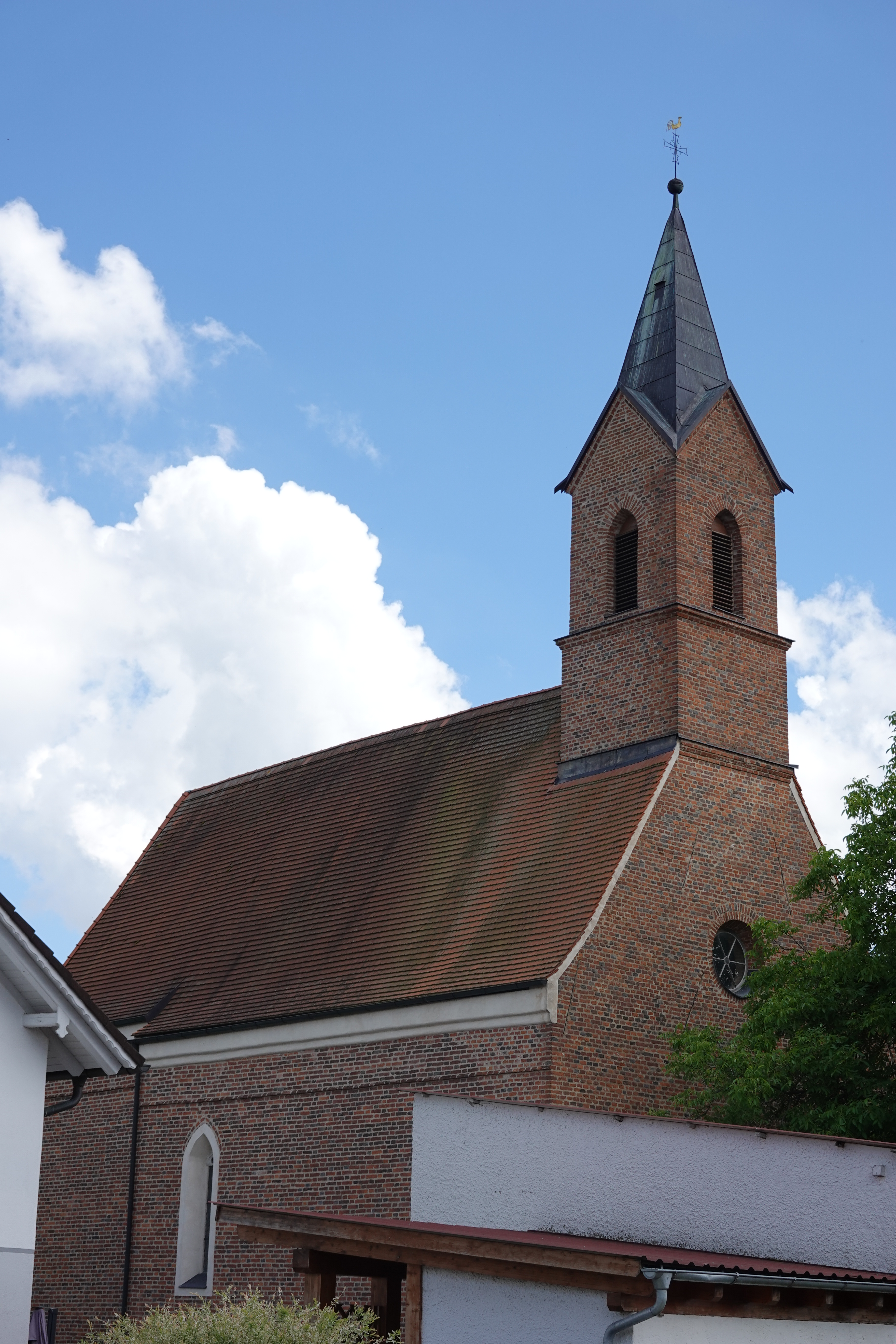

Die römisch-katholische Filialkirche St. Andreas im Gemeindeteil Pischelsberg der niederbayerischen Stadt Eggenfelden im Landkreis Rottal-Inn wurde einer Inschrift zufolge 1472 errichtet. Das unverputzte Backsteinmauerwerk ist häufig zu finden an spätgotischen Kirchen in Altbayern (vergleiche Münchner Frauenkirche und St. Martin in Landshut). Ihre größte Dichte hat diese bayerische Backsteingotik im Rottal-Inn-Kreis.
Im 19. Jahrhundert wurde das westliche Joch der kleinen Kirche verändert und ihm ein Firstreiter aufgesetzt.
Die Pfarrei gehört zum Dekanat Dingolfing-Eggenfelden  des Bistums Regensburg.